# Fabresema obliqua
Fabresema obliqua är en fjärilsart som beskrevs av Holloway 1979. Fabresema obliqua ingår i släktet Fabresema och familjen björnspinnare. Inga underarter finns listade i Catalogue of Life.